# Risellopsis varia
Risellopsis varia är en snäckart som först beskrevs av Hutton 1873.  Risellopsis varia ingår i släktet Risellopsis och familjen strandsnäckor. Inga underarter finns listade i Catalogue of Life.